# المپیک هنرهای رزمی
بازی‌های جهانی ورزش رزمی یک رویداد بین‌المللی که مخصوص ورزشهای رزمی مانند کشتی (ورزش)
میباشد
این بازی‌ها توسط SportAccord (اکنون به عنوان انجمن جهانی فدراسیون‌های بین‌المللی ورزش شناخته می‌شود) به عنوان راهی برای معرفی ورزش‌های رزمی مختلف و مبارزه ای به مخاطبان بین‌المللی بنیان‌گذاری شد. المپیک هنرهای رزمی با یک برنامه فرهنگی همراه است که بیانگر سنت‌ها و ارزش‌های باستانی هنرهای رزمی و همچنین سهم آنها در جامعه مدرن است. این بازی‌ها توسط کمیته بین‌المللی المپیک معتبرشناخته می‌شوند.

## بازی‌ها
| سال  | نسخه  | محل         | ملت       | ورزش‌ها     | رویداد     | قهرمان     |
| ---- | ----- | ----------- | --------- | ---------- | ---------- | ---------- |
| ۲۰۱۰ | اول   | پکن         | چین       | ۱۲         | ۱۱۸        | روسیه      |
| ۲۰۱۳ | دوم   | سن پترزبورگ | روسیه     | ۱۵         | ۱۳۵        | روسیه      |
| ۲۰۱۹ | سوم   | تایپه       | تایوان    | برگزار نشد | برگزار نشد | برگزار نشد |
| ۲۰۲۱ | چهارم | نور سلطان   | قزاقستان  | -          | -          | -          |
| ۲۰۲۵ | چهارم | مشخص نشده   | مشخص نشده | -          | -          | -          |

### المپیک هنرهای رزمی جهان ۲۰۱۰ (چین)
اولین دوره بازی‌های کامبت گیمز در سال ۲۰۱۰ در پکن برگزار شد که مسابقات بوکس، جودو، جو جیتسو، کاراته، کندو، کیک بوکسینگ، سانشو، موی تای، سامبو، سومو، تکواندو، کشتی، ووشو و نمایش آیکیدو برگزار شد. بیش از ۱۰۰۰ ورزشکار از هر پنج قاره شرکت کردند. تقریباً به همین تعداد داوطلب در اجرای این رویداد کمک کردند. در طول هشت روز مسابقات ۱۱۸ مدال طلا اهدا شد. ۶۰٪ از کشورهایی که در این بازی‌ها شرکت می‌کنند مدال کسب کردند. روسیه با ۱۸ مدال طلا، چین ۱۵ و اوکراین ۷ در جایگاه اول تا سوم قرار گرفتند.

### المپیک هنرهای رزمی جهان ۲۰۱۳ (روسیه)
دومین دوره بازی کامبت گیمز در سن پترزبورگ برگزار شد. در این بازی‌ها، ورزش‌های ساواته و شمشیربازی اولین بازی خود را انجام دادند. روسیه با ۴۷ مدال طلا بر جدول مدالها غلبه کرد.

### المپیک هنرهای رزمی جهان ۲۰۱۹ (چین تایپه)
نابودی سازمان SportAccord، به دنبال اختلاف ماریوس ویزر رئیس SportAccord با کمیته بین‌المللی المپیک منجر به توقف موقت این بازیها شد.سازمان جانشین، اتحادیه جهانی فدراسیون‌های ورزشی یا GAISF سازماندهی این رویداد را بر عهده گرفت و سران توافق‌نامه را در نوامبر ۲۰۱۷ با مقامات رسمی چین تایپه برای برگزاری سال ۲۰۱۹ این رویداد امضا کرد. با این وجود، سازماندهی آن در چارچوب زمانی غیرممکن بود و به همین دلیل درسال ۲۰۱۹ به قصد راه اندازی مجدد این رویدادها به سال ۲۰۲۱ ، انتقال یافت

### المپیک هنرهای رزمی جهان ۲۰۲۱ (قزاقستان)
در ۱۰ مه ۲۰۱۹، GAISF اعلام کرد که به نورالسلطان، پایتخت قزاقستان ، بازیهای کامبت گیمز۲۰۲۱ اعطا شده‌است. این بازی‌ها از ۳ تا ۹ مه در پایتخت قزاقستان برگزار می‌شود، که اخیراً از آستانه تغییر نام داده‌است. در اطلاعیه، GAISF اعلام کرد که این رویداد از این پس به مقیاس چهار ساله متصل خواهد شد، و برنامه بعدی، که هنوز برای آن برنامه‌ریزی نشده‌است، برای سال ۲۰۲۵ برگزار می‌گردد.

## جدول مدال
| رتبه            | کشور             | طلا | نقره | برنز | مجموع |
| --------------- | ---------------- | --- | ---- | ---- | ----- |
| ۱               | روسیه            | ۶۵  | ۳۱   | ۳۶   | ۱۳۲   |
| ۲               | چین              | ۲۰  | ۹    | ۱۹   | ۴۸    |
| ۳               | فرانسه           | ۱۹  | ۱۳   | ۱۶   | ۴۸    |
| ۴               | ژاپن             | ۱۷  | ۱۷   | ۱۱   | ۴۵    |
| ۵               | اوکراین          | ۱۱  | ۲۱   | ۲۵   | ۵۷    |
| ۶               | ایتالیا          | ۱۰  | ۱۱   | ۹    | ۳۰    |
| ۷               | ایران            | ۹   | ۸    | ۹    | ۲۶    |
| ۸               | تایلند           | ۷   | ۵    | ۴    | ۱۶    |
| ۹               | جمهوری آذربایجان | ۶   | ۱    | ۳    | ۱۰    |
| ۱۰              | لهستان           | ۵   | ۳    | ۱۸   | ۲۶    |
| مجموع (۱۰ کشور) | مجموع (۱۰ کشور)  | ۱۶۹ | ۱۱۹  | ۱۵۰  | ۴۳۸   |